# Iwan Choma
Iwan Choma (ur. 27 listopada 1923 w Chyrowie, zm. 3 lutego 2006 w Rzymie) – przemyski biskup greckokatolicki od 2 kwietnia 1977 do 1991.
W latach 1946–1951 studiował teologię w Rzymie. Został wyświęcony 29 czerwca 1949. W latach 1951–1962 sekretarz arcybiskupa Iwana Buczko, od 1963 kanclerz arcybiskupa Josyfa Slipego. Członek kapituły patriarchalnej, profesor Ukraińskiego Uniwersytetu Katolickiego im. św. Klemensa w Rzymie, i dziekan jego wydziału teologicznego.
2 kwietnia 1977 otrzymał święcenia biskupie wraz z Lubomyrem Huzarem z rąk metropolity Josefa Slipego w tajemnicy i bez zgody papieża.
W latach 1965–1999 był profesorem greckokatolickiego Uniwersytetu św. Klemensa w Rzymie, w latach 1985–2001 jego rektorem.
Był tytularnym biskupem Patary.